# Життєва справа
«Життєва справа» («Житейское дело») — радянський художній фільм з трьох новел 1976 року, знятий режисерами Михайлом Ордовським, Сергієм Потепаловим і Юрієм Соловйовим на кіностудії «Ленфільм».

## Сюжет

### «Де ти, Любов Дуняшова?»
Мелодрама, поставлена за однойменним оповіданням Андрія Платонова. Демобілізований солдат Антон Гвоздарьов шукає зниклого безвісти сина. Ці пошуки приводять героя до будинку вдови, матері трьох дітей.

### «У тебе є я»
Зима 1944 року. Дитячий будинок евакуюється до іншого міста. До ешелону з дітдомівськими дітьми прибивається дівчинка-підліток, яка їде до тітки. Так знайомляться Сашко та Вітька.

### «Життєва справа»
Письменник Тендряков згадує, як під час війни він листувався з дівчиною Дунею, але доля їх розлучила. Тепер він звертається з екрана в надії дізнатися про її долю.

## У ролях
- Костянтин Смирнов — Вітя
- Ірина Фомінська — Саша
- Олег Борисов — Антон Гвоздарьов, фронтовик
- Лариса Мальована — Євдокія Гаврилівна, вдова-солдатка, мати трьох дітей
- Ольга Волкова — жінка з сином
- Сергій Дворецький — демобілізований солдат
- Гелена Івлієва — жінка з букетиком
- Георгій Корольчук — солдат на станції
- Володимир Лосєв — механізатор
- Валентин Нікулін — демобілізований солдат
- Олексій Петренко — демобілізований солдат, на станції
- Тетяна Бєдова — Прокоф'єва, тітка Сашка, військовий лікар
- Ера Зіганшина — Зіна, сусідка Прокоф'євої
- Коля Коп'єв — дитбудинку, приятель Віті
- Мар'яна Сафонова — роль другого плану
- А. Глінкіна — роль другого плану
- Микола Сізов — супроводжуючий дитбудинку
- Олександр Харитонов — Володимир, молодший сержант, начальник радіостанції
- Євген Меньшов — Митя Сонечков, рядовий, радист, друг і підлеглий Володимира
- Борис Аракелов — Оганян, лейтенант, командир взводу
- Юрій Соловйов — солдат
- Павло Кашлаков — капітан
- Володимир Тендряков — оповідач
- Микола Кузьмін — солдат, швець
- Олександр Суснін — Степан, демобілізований молодший сержант
- Тамара Тимофєєва — мешканка села
- Любов Тищенко — жінка з кошиком
- Олена Виноградова — старша дочка Євдокії Гаврилівни
- Оля Виноградова — дочка Євдокії Гаврилівни
- Таня Двойникова — дочка Євдокії Гаврилівни
- Діма Зарубін — Альоша
- Ігор Єфімов — чоловік, що повертається з евакуації на візку
- Микола Федорцов — чоловік з балалайкою

## Знімальна група
- Режисери — Михайло Ордовський, Сергій Потепалов, Юрій Соловйов
- Сценаристи — Валерій Прийомихов, Сергій Потепалов, Володимир Тендряков
- Оператори — Володимир Іванов, Володимир Васильєв, Анатолій Бахрушин
- Композитори — Вадим Біберган, Віктор Лебедєв
- Художники — Борис Бурмістров, Марксен Гаухман-Свердлов